# Thorn Within
«Thorn Within» es la duodécima canción del disco Load de 1996 de la banda de thrash metal/heavy metal Metallica.
La canción narra un sentimiento de culpa y de pecado constantemente. Al igual que el resto de las canciones del disco, se muestra influenciada por el hard rock y el blues y muestra un riff simple que varía al transcurso de la canción. Su duración es de aproximadamente 5:52.

## Créditos
- James Hetfield: voz, guitarra líder
- Kirk Hammett: guitarra rítmica
- Jason Newsted: bajo eléctrico, coros
- Lars Ulrich: batería, percusión

- Datos: Q6146171